# كريس أوسبورن
كريس أوسبورن (بالإنجليزية: Kris Osborn)‏ هو صحفي أمريكي، ولد في 16 مايو 1969.